# Melittia tabanus
Melittia tabanus is een vlinder uit de familie wespvlinders (Sesiidae), onderfamilie Sesiinae.
Melittia tabanus is voor het eerst wetenschappelijk beschreven door Le Cerf in 1916. De soort komt voor in het Oriëntaals gebied.